# Marco Silvestri
Marco Silvestri, född 2 mars 1991, är en italiensk fotbollsmålvakt som spelar för Sampdoria. Han har tidigare spelat för bland andra Leeds United och Italiens U21-landslag.

## Karriär
Silvestri inledde sin karriär i den numera nedlagda klubben Modena, men värvades vid 19 års ålder av Chievo. Därifrån lånades han ut under tre raka säsonger till Reggiana i Serie C 2011/2012, Padova i Serie B 2012/2013 och Cagliari i Serie A under våren 2014. I juli 2014 värvades Silvestri av den engelska Championship-klubben Leeds United, vars nye ägare Massimo Cellino fram till månaden dessförinnan hade ägt Cagliari i 22 år.
Silvestri var Leeds förstemålvakt i två säsonger och imponerade särskilt under 2014/2015, då han spelade fler a-lagsmatcher än någon annan spelare, blev utsedd till matchens bäste spelare vid flera tillfällen, och var en av kandidaterna till årets spelare i klubben. Sommaren 2016 värvade Leeds den engelske tidigare landslagsmålvakten Robert Green, som kom att spela varje minut av ligasäsongen 2016/2017, vilket begränsade Silvestri till cupmatcher. I juli 2017 värvades han av nyblivna Serie A-klubben Hellas Verona, där han blev andremålvakt bakom Nicolas Andrade.
Den 20 juli 2021 värvades Silvestri av Udinese, där han skrev på ett treårskontrakt. Den 30 augusti 2024 värvades Silvestri av Sampdoria, där han skrev på ett ettårskontrakt.